# Меммо, Трибуно
Трибуно Меммо (Трибуно Меньо; итал. Tribuno Memmo или Menio); (? — 991, Венеция) — 25-й венецианский дож (979—991).
Отличался миролюбием. Являлся зятем дожа Пьетро IV Кандиано, тем не менее объявил амнистию убийцам Пьетро IV. Во время правления Трибуно Меммо император Оттон II Рыжий объявил о блокаде республики, однако смерть императора помешала претворению этих планов. Выделил землю для строительства бенедиктинского монастыря на острове Сан-Джорджо Маджоре, где в конце XVI века ему был Андреа Палладио поставлен памятник — первый памятник дожу в Венеции. Отрекся в 991 году и удалился в монастырь Сан-Заккариа.